# Région des Sudètes
Pour les articles homonymes, voir Sudètes.

La région des Sudètes (zones en noir) peuplée par des populations germanophones en Bohême et en Moravie au début du XXe siècle.

La région des Sudètes (en tchèque : Sudety ou pohraniční území Česka « régions frontalières de la Tchéquie », en allemand : Sudetenland, en polonais : Kraj Sudetów) est une région géographique de la Tchéquie, d'environ 28 500 km2, devenue historique à partir des revendications en 1918 de l'Autriche allemande, conquise après 1938 par le Troisième Reich. Initialement, le terme « Sudètes » désignait les zones à majorité germanophone de Bohême (Deutschböhmen soit « Bohême allemande ») puis, à mesure que se précisaient les prétentions nazies contre la première République tchécoslovaque, le sens du mot a été élargi à l'ensemble des zones à majorité germanophone de la partie tchèque du pays, en Bohême, mais aussi en Moravie et Silésie. La colonisation allemande de cette région et sa germanisation remontaient au Moyen Âge, mais elle n'avait alors pas de nom propre.

## Géographie des montagnes

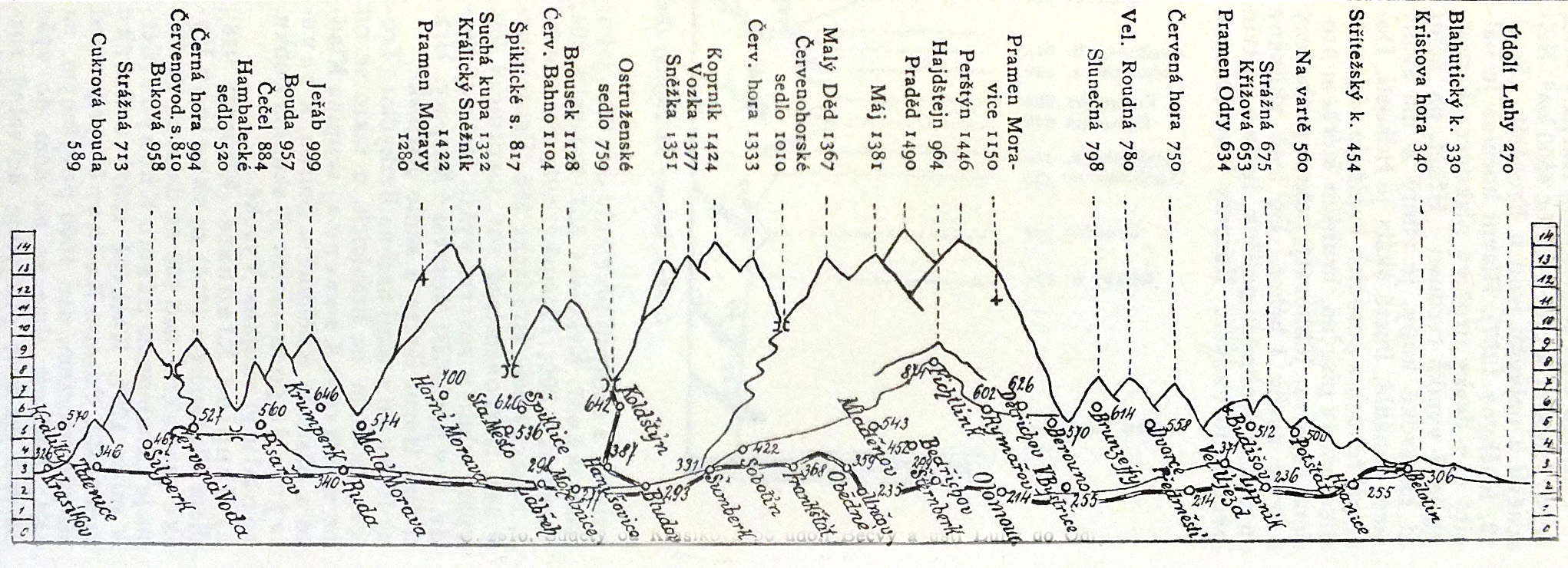
Altitude des montagnes dans l'ancienne région des Sudètes en Moravie, ouvrage de 1901

Basé sur les montagnes des Sudètes.

## Sens historique
Historiquement, le nom de Sudètes vient des montagnes du nord-est du pays, habitées par des populations majoritairement germanophones qu'on a appelées par métonymie les Allemands des Sudètes (ou tout simplement les « Sudètes »). Pendant la période de l'entre-deux-guerres ce terme désigne, par extension, les régions de Bohême, Moravie et Silésie tchèque, majoritairement peuplées de germanophones jusqu'à leur expulsion à la suite des décrets Beneš en 1945 et, par métonymie, les familles allemandes originaires de ces régions.
Pour cette raison, il arrive qu'au XXIe siècle les Sudètes soient mentionnés dans des événements récents, par analogie à cette première partie du XXe siècle,,,,,,,,.

## Histoire

### Installation des Allemands en Bohême

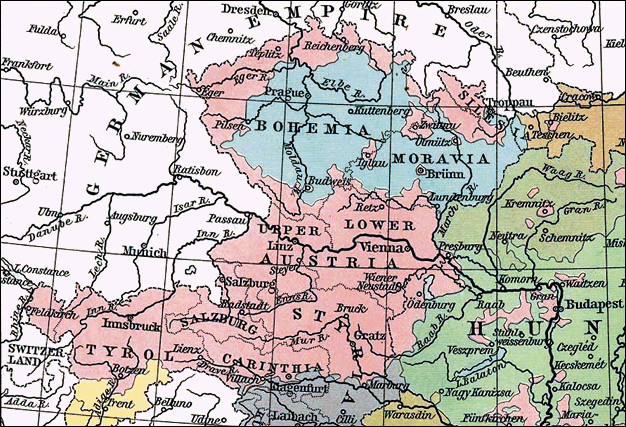
Cartes de l'Autriche-Hongrie en 1911 montrant la répartition des nationalités dans l'ancien empire et la présence majoritaire des Allemands (en rose) sur le pourtour de la Bohême.

Les tribus germaniques s'installent en Bohême et Moravie dès l'an 500 avant notre ère, se mélangeant aux populations celtes locales.
Les Slaves (Moraves, ultérieurement différenciés en Tchèques, Sorabes et Slovaques) s'installent à leur tour dans la région vers 600 de notre ère, assimilant les Germains locaux.
En 791, soit neuf ans avant le couronnement impérial de Charlemagne, la Bohême est rattachée au Royaume des Francs sous la forme d'une marche militaire.
Entre 1347 et 1348, pendant la peste noire, la région perd peut-être 50 % de sa population, l'estimation la plus basse des historiens étant de 25 % de mortalité. Certaines zones seront presque vides, après la vague de la pandémie.  
Durant le Moyen Âge, les rois de Bohême font appel aux Allemands pour coloniser des terres et peupler des villes, en apportant leur savoir-faire. Ils sont très souvent majoritaires dans les villes, même en dehors de la région des Sudètes proprement dite. Quand ils sont minoritaires, ils en forment souvent l’élite et sont les édiles des villes, en raison de leur proximité linguistique et culturelle avec le pouvoir impérial de Vienne qui les favorise. 
Les Allemands des Sudètes représentent, au début du XXe siècle, près de 30 % de la population totale de la Bohême, alors partie intégrante de l'Empire des Habsbourg depuis 1526.
Ainsi, du Moyen Âge à l'an 1918, les Sudètes ont constamment été sous souveraineté germanique (Saint-Empire romain germanique, puis Empire austro-hongrois).

### Réunion à la Tchécoslovaquie

#### Période de transition 1918-1920
En 1919, le traité de Saint-Germain-en-Laye qui consacre la dislocation de l'Autriche-Hongrie à l'issue de la Première Guerre mondiale stipule, sur la base du droit des peuples à disposer d'eux-mêmes, qu'il est fait droit à la revendication des Tchèques et des Slovaques de se doter d'un pays : la Tchécoslovaquie, qui existe de facto depuis octobre 1918, est ainsi reconnue. Elle comprend les territoires du royaume de Bohême (jusqu'alors dépendant de la couronne d'Autriche), de la Slovaquie et de la Ruthénie subcarpatique (jusqu'alors dépendantes de la couronne de Hongrie).
Cet état de fait est dénoncé par les minorités allemandes incluses dans le nouvel État et majoritaires dans certaines régions :
- le Böhmerwaldgau (le « pays des Forêts de Bohême »), en Bohême du sud se déclare district (Kreis) du Land de Haute-Autriche ; administré par un Kreishauptmann (chef de district) — Friedrich Wichtl (1872 - 1922) — depuis le 30 octobre 1918 ;
- le Deutschböhmen (la « Bohême allemande »), au nord-est de la Bohême se déclare partie entière du nouvel État autrichien et est administré par un Landeshauptmann — Rafael Pacher (1857-1936) — du 29 octobre au 6 novembre 1918 puis par Rudolf Ritter von Lodgman von Auen (1877-1962) du 6 novembre au 16 décembre 1918 (sa capitale, Reichenberg, est la dernière à être conquise par l'armée tchécoslovaque mais son gouvernement continue en exil tout d'abord à Zittau en Saxe puis à Vienne, jusqu'au 24 septembre 1919) ;
- le Sudetenland (le « Pays des Sudètes » proprement dit), en Moravie et Silésie se déclare partie intégrante du nouvel État autrichien et est administré par un Landeshauptmann — Robert Freissler (1877-1950) — du 30 octobre au 18 décembre 1918 (date à laquelle les Tchécoslovaques occupent sa capitale, Opava) ;
- le Deutschsüdmähren (la « Moravie allemande du sud ») se proclame District (Kreis) du Land de Basse-Autriche et est administré par un Kreishauptmann — Oskar Teufel (1880 - 1946) — du 30 octobre 1918 jusqu'en décembre de la même année, mois où les troupes tchécoslovaques reprennent la situation et les territoires en main.

#### 1920-1938
L'opposition entre les Allemands et les Tchèques est latente tout au long des années 1920 et s'intensifie dans les années 1930, après la dissolution de deux partis irrédentistes par le gouvernement tchécoslovaque, puis la création par Konrad Henlein d'un Front patriotique des Allemands des Sudètes en 1933, forcé de changer de nom en 1935 pour devenir Parti allemand des Sudètes. Celui-ci réclame, avec l'appui de l'Allemagne nazie, le rattachement au Troisième Reich et amplifie graduellement ses exigences. La crise éclate après l'Anschluss de l'Autriche au Reich en 1938.
Pendant la période 1920-1938, il y a d'autres partis politiques allemands en Tchécoslovaquie, dont des sociaux-démocrates du Parti ouvrier social-démocrate allemand en République de Tchécoslovaquie (Deutsche sozialdemokratische Arbeiterpartei in der Tschechoslowakischen Republik), des sociaux-chrétiens du Parti populaire chrétien social allemand (Deutsche Christlich-Soziale Volkspartei) et des agrariens du Bund der Landwirte, et de nombreux Allemands soutiennent le Parti communiste tchécoslovaque. Ces partis sont largement majoritaires dans l'électorat allemand jusqu'en 1935.
Les gouvernements de coalition tchécoslovaques de 1926 à 1938 sont appuyés par des partis allemands modérés, dont certains élus deviennent ministres, notamment l'agrarien Franz Spina (en) à diverses reprises entre 1926 et 1938, le social-démocrate Ludwig Czech (en) de 1929 à 1938, et le social-chrétien Erwin Zajicek (de) de 1936 à 1938.
Résultats des partis allemands et de la liste magyaro-allemande * aux élections législatives,
| Parti                                                | Sièges en 1920 | Sièges en 1925 | Sièges en 1929 | Sièges en 1935    | Voix en 1935 |
| Parti allemand des Sudètes                           | -              | -              | -              | 44                | 1 256 010    |
| Parti national allemand                              | -              | 10             | 7              | (dissous en 1933) | -            |
| Parti national-socialiste des travailleurs allemands | 15             | 17             | 8              | (dissous en 1933) | -            |
| Parti social-démocrate allemand                      | 31             | 17             | 21             | 11                | 300 406      |
| Parti populaire chrétien social allemand             | 7              | 13             | 14             | 6                 | 163 666      |
| Union des agriculteurs                               | 11             | 24             | -              | 5                 | 142 775      |
| Liste magyaro-allemande **                           | 9              | 4              | 9              | 9                 | 292 847      |
| « Partis allemands réunis »                          | 6              | -              | 16             | -                 | -            |
| Total                                                | 79             | 85             | 75             | 75                |              |

Il y avait également des électeurs et des élus allemands dans d'autres partis, non spécifiquement allemands comme :
- le Parti communiste tchécoslovaque (848 822 voix et trente députés) ;
- le Deutsch-demokratische Freiheitspartei, Deutsche Gewerbepartei, Deutschnationale Partei, Sudetendeutsche Landbund, Deutsche Arbeiterpartei, Zipser deutsche Partei, Parti chrétien-social hongrois et Parti national hongrois[14].

De nombreux Allemands des Sudètes, sociaux-démocrates, communistes, juifs ou simplement antinazis, seront déportés après l'annexion par le Troisième Reich, d'autres fuiront dans les autres parties de l'ex-Tchécoslovaquie et participeront à la résistance tchèque et slovaque contre le nazisme. Par ailleurs, du point de vue de l'appartenance confessionnelle, parmi les Allemands de Tchécoslovaquie, « des Sudètes » comme « des Carpates » (ces deux catégories ne regroupant pas la totalité des Allemands de Tchécoslovaquie), il y a des catholiques, des protestants et des juifs.

### La crise des Sudètes et ses conséquences

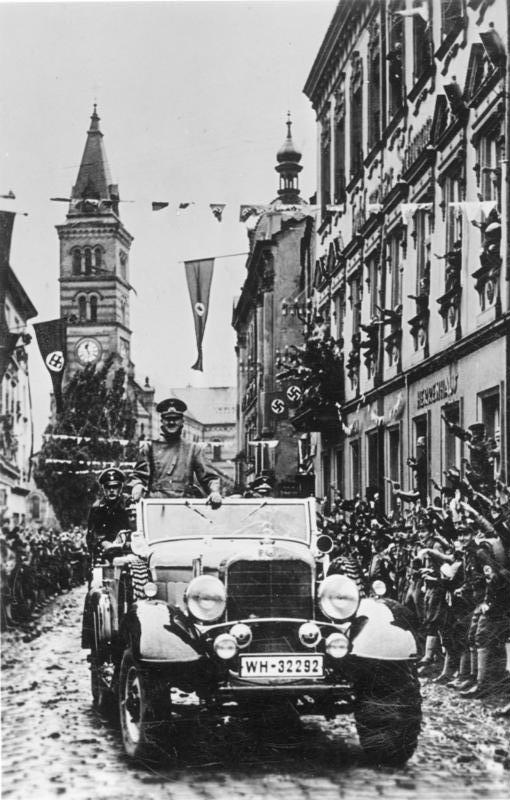
Adolf Hitler défile dans Kraslice le 4 octobre 1938.

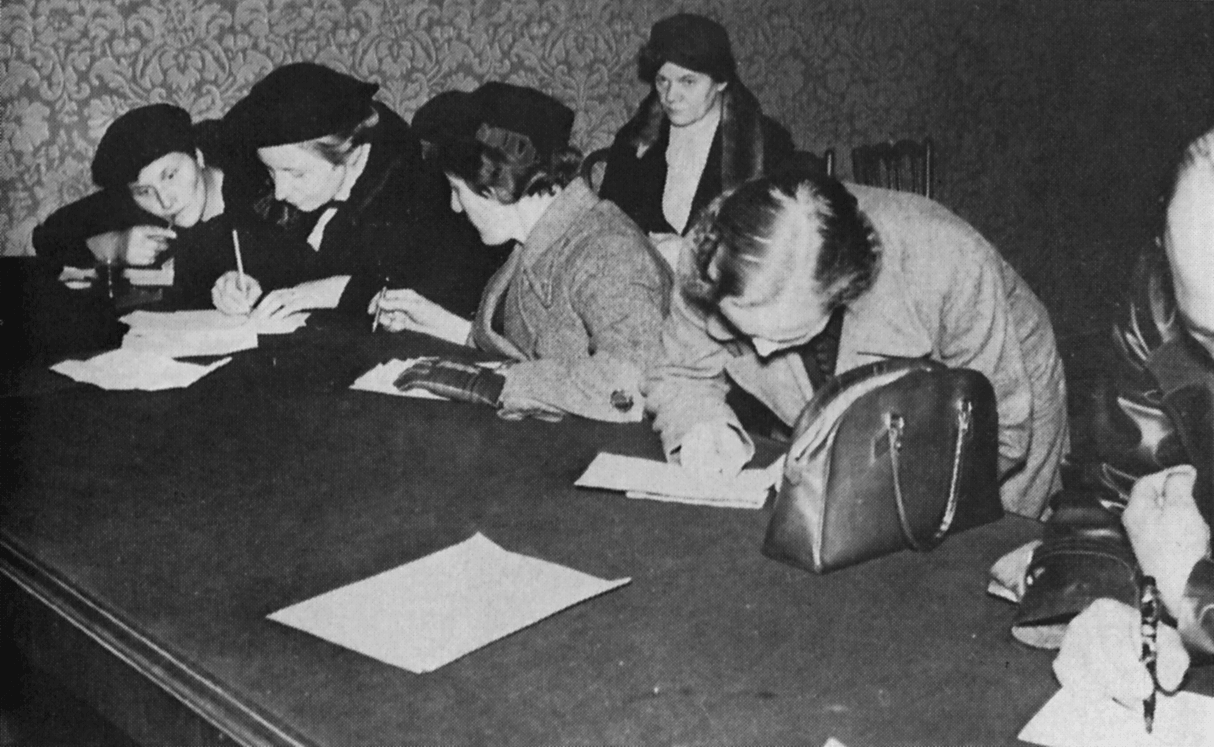
Des réfugiés tchèques à Prague après leur expulsion des Sudètes.

Les 29 et 30 septembre 1938, Adolf Hitler, poursuivant ses objectifs pangermanistes et se faisant alors le champion du principe des nationalités, déclare vouloir « libérer les Allemands des Sudètes » de l'« oppression » tchécoslovaque. Hitler affirme ses revendications en s'appuyant sur les agitations de l'organisation nazie locale, menée par Konrad Henlein. Le Führer évoque le « droit des nations » pour exiger de Prague l'annexion au Reich de la région des Sudètes. Il annonce aux Français et aux Britanniques qu'une fois ce dernier problème territorial résolu, l'Allemagne se contentera de ces nouvelles frontières en Europe. « L'Europe connaîtra ensuite la paix pour mille ans » dira-t-il.
Pour Prague, il n'est pas question d'abandonner le seul secteur défendable d'une zone frontalière stratégique et qui constitue la principale région industrielle du pays, avec notamment les usines d'armement Škoda ; celles-ci sont à l'époque parmi les plus grandes et les plus modernes. En outre, les Tchécoslovaques viennent juste d'achever un système de fortifications qui a demandé trois ans de travaux.
Bien qu'alliée à la France, au Royaume-Uni et à l'Union soviétique, la Tchécoslovaquie ne peut compter sur leur soutien. Hitler exige alors que les Tchèques habitant la Région des Sudètes évacuent celle-ci en y laissant leurs biens. La guerre paraît imminente et Winston Churchill écrit alors à Lloyd George : « j’ai l’impression que nous allons devoir choisir pendant les prochaines semaines entre la guerre et le déshonneur, et j’ai assez peu de doute sur l’issue de ce choix ».
Le 29 septembre 1938, réunis dans la capitale bavaroise, Adolf Hitler, le Président du Conseil français Édouard Daladier, le Premier ministre britannique Neville Chamberlain et le Duce italien Benito Mussolini signent les accords de Munich. Ainsi, pour préserver la paix, la France et le Royaume-Uni acceptent que l'Allemagne annexe la Région des Sudètes. En échange, Hitler, manipulateur, assure que les revendications territoriales du Troisième Reich vont cesser. Le lendemain, la Tchécoslovaquie, qui a commencé à mobiliser ses troupes, est contrainte de s'incliner et de laisser pénétrer la Wehrmacht sur son territoire. Parallèlement, l'Allemagne autorise la Pologne et la Hongrie à s'emparer respectivement de la ville de Český Těšín et de la région sud de la Slovaquie. Les opinions publiques françaises et britanniques sont enthousiastes mais quelques mois plus tard, Hitler rompt sa promesse.
Ainsi, dès mars 1939, lors d'une entrevue à Berlin avec le président tchécoslovaque Emil Hácha (qui a succédé au président démissionnaire Edvard Beneš), le Führer menace de bombarder Prague si la Bohême et la Moravie ne sont pas incorporées à l'Allemagne. Le 15 mars 1939, Hácha cède et l'armée allemande entre dans Prague le lendemain. La Bohême et la Moravie deviennent un protectorat du Reich, dirigé par Konstantin von Neurath à partir de novembre 1939. La Slovaquie proclame son « indépendance » sous la houlette de Mgr Jozef Tiso et reste dans l'orbite allemande. En s'appropriant la Bohême-Moravie, l’Allemagne nazie dispose de la sorte d'une importante industrie sidérurgique et notamment des usines Škoda qui pourront être incorporées à son industrie d'armement en construisant des chars d'assaut.

### La région des Sudètes dans l'Allemagne nazie

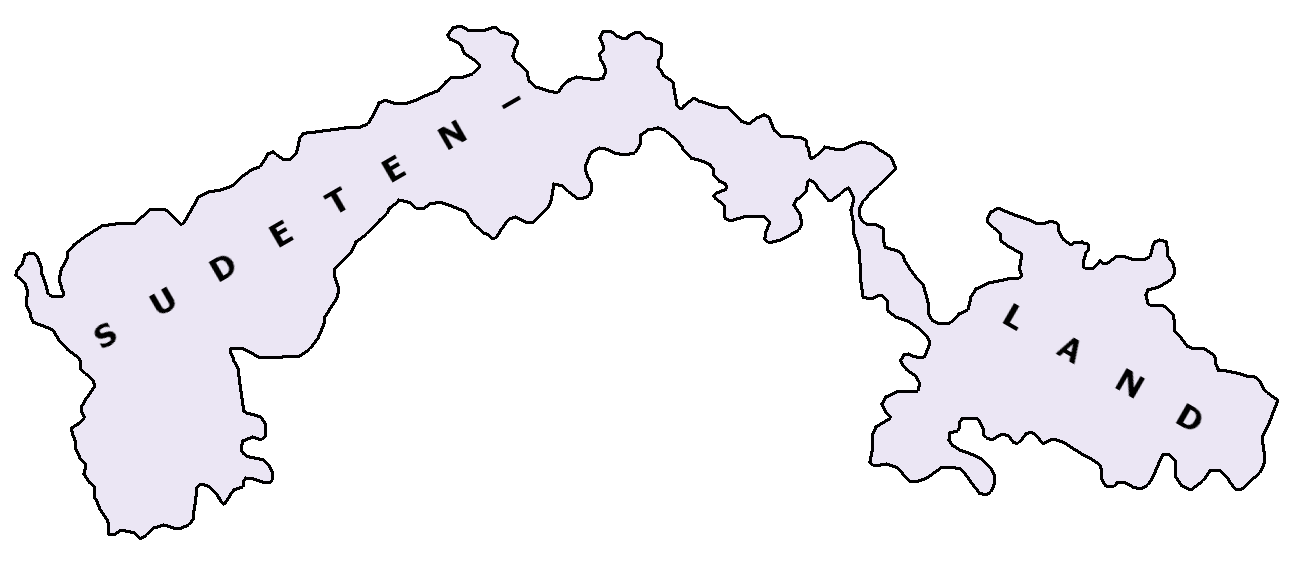
Carte du Reichsgau Sudetenland.

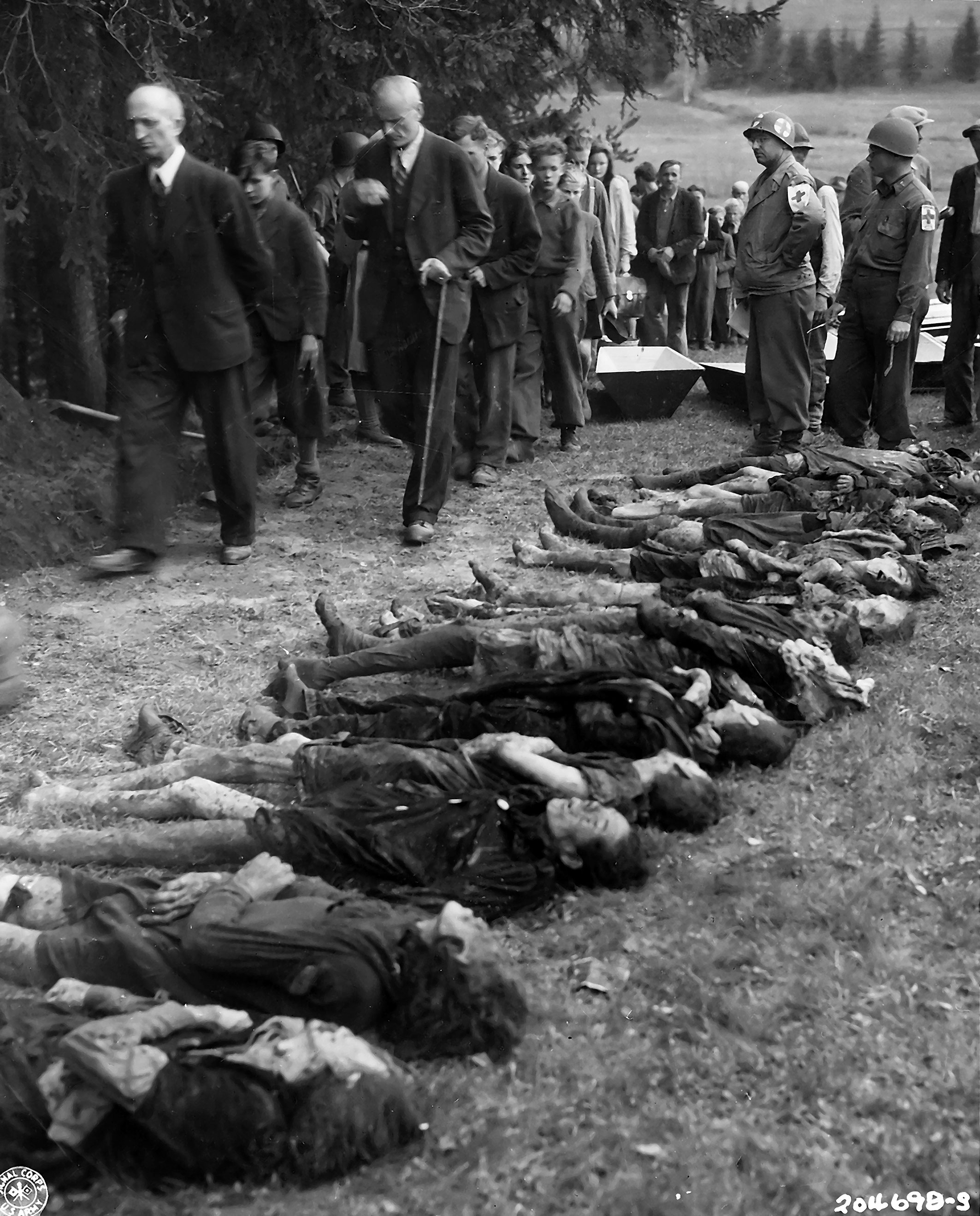
Le 11 mai 1945, civils allemands de Wallern/Volary, obligés par la 5e division d'infanterie américaine (Troisième armée) de regarder les cadavres exhumés de 30 femmes juives mortes de faim ou assassinées puis enterrées dans une fosse commune à Volary par les SS lors d'une marche de la mort de 500 km à travers la Tchécoslovaquie, aux derniers jours de la guerre près de la ville. Ces corps seront placés dans des cercueils individuels par les civils allemands puis enterrés correctement au cimetière de Volary.

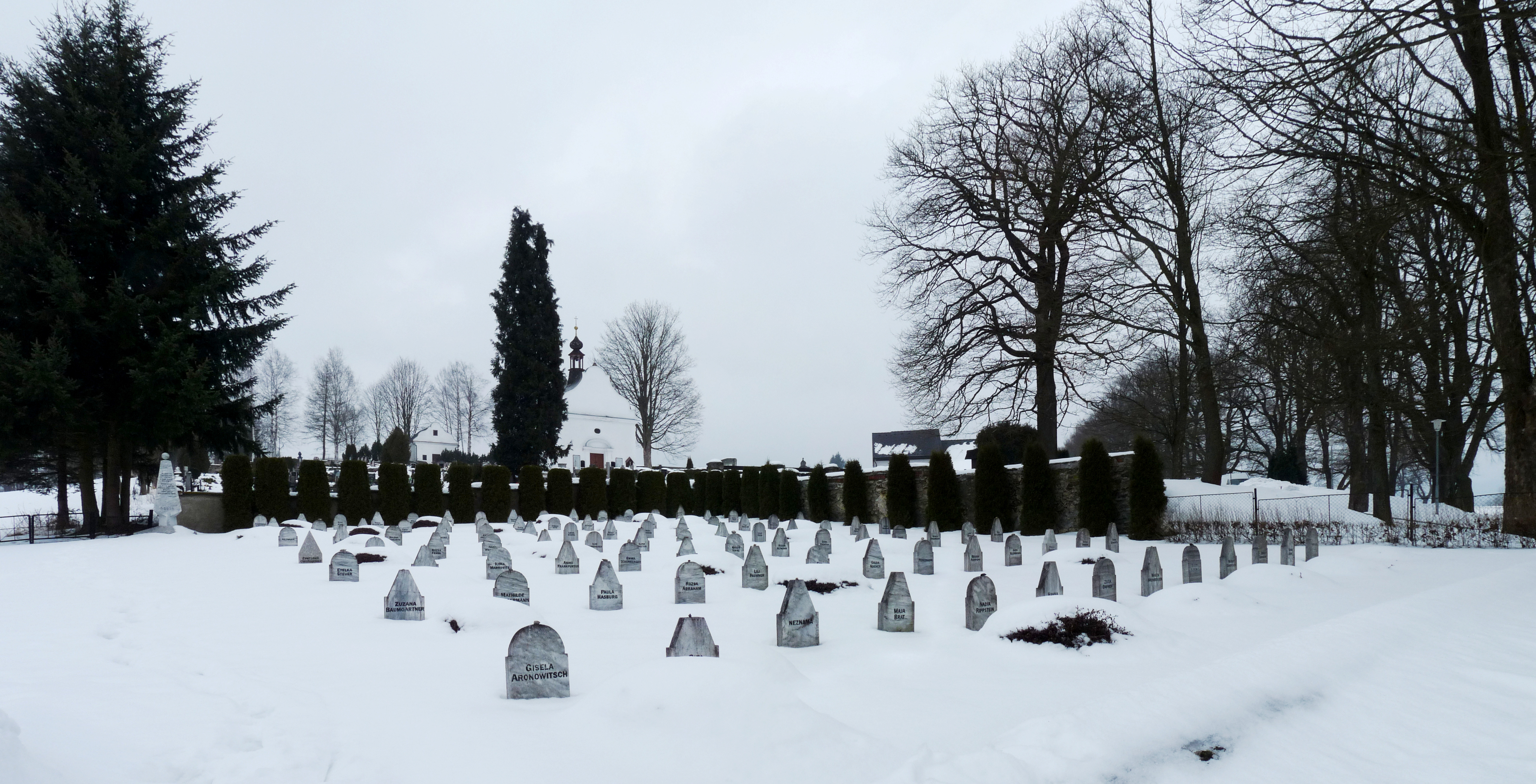
Aujourd'hui, le cimetière de Volary où sont enterrées les victimes de cette marche de la mort.

Pendant les premières semaines d'occupation par les troupes allemandes, la région est placée sous administration militaire, sous les ordres du général Keitel. À la suite de la signature des accords de Munich (le 29 septembre 1938), l'annexion de la partie méridionale de la région des Sudètes devient effective, le 21 octobre 1938, et est rattachée aux Gaue limitrophes de Bayreuth, Oberdonau et Niederdonau. La partie septentrionale constitua, quant à elle, le Gau Sudetenland, avec Reichenberg (aujourd'hui Liberec) pour capitale.
Konrad Henlein, devenu ouvertement membre du parti nazi, y est nommé Reichskommissar (« commissaire du Reich ») le 1er mars 1939, puis Reichsstatthalter (« gouverneur du Reich ») pendant six années, du 1er mai 1939 au 4 mai 1945.
Le Sudetenland est alors divisé en trois districts :
- Eger (chef-lieu : Karlsbad) ;
- Aussig (chef-lieu : Aussig) ;
- Troppau (chef-lieu : Troppau).

La mainmise du régime nazi sur la région s'accompagne comme dans tout le reste l'Allemagne, de persécution contre les « ennemis du Reich » : Juifs, communistes, socialistes ou pacifistes.
La Gleichschaltung est alors si efficace dans la région que, lors des élections de 1938, 97,32 % des voix reviennent au parti nazi (NSDAP). Un demi-million d'Allemands des Sudètes rejoignent le NSDAP avec un taux d'adhésion de 17,34 % de la population (la moyenne sur toute l'Allemagne n'est alors estimée qu'à seulement 7,85 %), ce qui en fait un des soutiens les plus solides du régime de Hitler.
Pendant la guerre, des familles mosellanes opposées à l'annexion de leur région par le Troisième Reich y seront déportées.

### Réintégration à la Tchécoslovaquie
Ce soutien au nazisme scelle le sort des Allemands des Sudètes à la fin de la Seconde Guerre mondiale. La région est réintégrée à la Tchécoslovaquie et, comme en Pologne, l'expulsion massive des Allemands est alors décidée par les décrets Beneš entre avril et octobre 1945.
Sur 3,2 millions d'Allemands des Sudètes, plus de 3 millions sont expulsés. Ces décrets privent les Allemands des Sudètes de leur nationalité tchécoslovaque et confisquent tous leurs biens. Ils recevront ultérieurement, en République fédérale d'Allemagne, la nationalité allemande et quelques compensations financières pour leurs pertes.
De nos jours, sur les 100 000 Allemands présents en République tchèque, 70 % sont des Allemands des Sudètes, descendants de familles qui étaient connues pour leur opposition au nazisme et à l'occupation de la Tchécoslovaquie, entre 1939 et 1945, et dont certains membres combattaient très majoritairement aux côtés des résistants tchèques et slovaques.